# Palm Springs (Florida)
Palm Springs falu az USA Florida államában, Palm Beach megyében. Lakosainak száma 26 890 fő (2020. április 1.).

## Népesség
A település népességének változása:

| 2010 | 18 928 |
| 2020 | 26 890 |